# Zouaye
Zouaye (ou Zoueye) est un village du Cameroun situé dans le département du Mayo-Danay et la région de l'Extrême-Nord, à proximité de la frontière avec le Tchad. Il fait partie de la commune de Datcheka et du canton de Doukoula.

## Population
En 1967, la localité comptait 1 441 habitants, principalement Toupouri. À cette date, elle était dotée d'uné école publique à cycle complet et d'une mission catholique. Un marché hebdomadaire se tient chaque vendredi. Il compte entre autres l'un des plus grands marchés de porcs de la région. 
Lors du recensement de 2005, 3 779 personnes y ont été dénombrées.

## Infrastructures
En 2018 Zouaye est doté d'un lycée public général accueillant les élèves de la 6e à la terminale.